# 1368
| 1368               |
| ------------------ |
| Dødsfald - Fødsler |
|                    |

| Gregoriansk kalender | 1368 MCCCLXVIII         |
| Ab urbe condita      | 2121                    |
| Armensk kalender     | 817 ԹՎ ՊԺԷ              |
| Kinesiske kalender   | 4064 – 4065 丁未 – 戊申 |
| Etiopisk kalender    | 1360 – 1361             |
| Jødisk kalender      | 5128 – 5129             |
| Hindukalendere       |                         |
| - Vikram Samvat      | 1423 – 1424             |
| - Shaka Samvat       | 1290 – 1291             |
| - Kali Yuga          | 4469 – 4470             |
| Iransk kalender      | 746 – 747               |
| Islamisk kalender    | 769 – 770               |

Konge i Danmark: Valdemar 4. Atterdag 1340-1375
Se også 1366 (tal)

## Begivenheder
- Mingdynastiet omstyrter mongolervældet.
- Valdemar 4. Atterdag bliver af Hanseforbundet tvunget til at forlade Danmark

## Dødsfald
- Claus Limbek